# SG Cortina
Sportivi Ghiaccio Cortina er en ishockeyklub fra Cortina d'Ampezzo i Veneto i Italien. De har hjemmebane på Stadio Olimpico Del Ghiaccio, hvor der er plads til 2.700 tilskuere. Klubben spiller i Serie A, som er den øverst rangerede ishockeyliga i Italien. SG Cortina er etableret i 1924.

## Meritter
- Serie A:
  - Mesterskaber (16) : 1932, 1957, 1959, 1961, 1962, 1964, 1965, 1966, 1967, 1968, 1970, 1971, 1972, 1974, 1975, 2007
- Coppa Italia:
  - Cupvindere (3) : 1973, 1974, 2012

### Notable spillere
- Cam Keith
- Adam Munro
- Dan Sullivan

- Martin Wilde
- Jonas Johansson

- Matt Cullen